# Kyōkai no Kanata
Kyōkai no Kanata (境界の彼方 (Cảnh giới Bỉ phương) dịch: Bên kia Ranh giới) là một bộ light novel được viết bởi Torii Nagomu và minh họa do Tomoyo Kamoi thực hiện. Câu chuyện kể về Akihito – một nam sinh trung học mang dòng máu nửa người nửa yêu, và nữ sinh Mirai – một Dị giới sĩ. Kyoto Animation đã phát hành ba tập từ năm 2012. Bản anime được sản xuất bởi Kyoto Animation, phát sóng tại Nhật Bản từ tháng 10 đến tháng 12 năm 2013. Một tập OVA được phát nào năm 2014. Hai phần phim anime dài được công chiếu vào tháng 3 và tháng 4 năm 2015.

## Cốt truyện
Kanbara Akihito, một học sinh trung học năm hai, vào chiều một ngày bắt gặp một học sinh cùng trường, Kuriyama Mirai, đang có ý muốn tự tử. Dù đã ngăn can nhưng không thể phản ứng kịp nhát kiếm bằng máu mà Mirai đã đâm vào cậu, Mirai đã sốc khi biết được Akihito là một Bán Yêu Mộng bất tử – đứa con lai của một Yêu Mộng và một con người. Sau khi Akihito biết cô là một Dị Giới Sĩ (異界士 Ikaishi) – những thợ săn bảo vệ con người khỏi sự ảnh hưởng của Yêu Mộng, cậu cũng chú ý rằng Mirai là người cuối cùng còn sống trong gia tộc thợ săn của mình. Cuộc sống của cả hai đan xen vào nhau khi Akihito giúp Mirai lấy được sự tự tin để giết Yêu Mộng, mà không phải lấy thân thể cậu ra làm thứ để tập luyện.
Yêu Mộng (妖夢 yōmu) là những sinh vật siêu nhiên xuất hiện suốt cả câu chuyện, chỉ những người có năng lực siêu nhiên mới có thể thấy chúng còn người thường thì không thể. Yêu Mộng là sinh vật được vật chất hóa từ nỗi thù ghét của con người như những cảm xúc tiêu cực bao gồm thù hận, ghen tuông và ác ý,... Bởi do đó, hễ con người tồn tại thì Yêu Mộng cũng còn tồn tại. Chúng tồn tại ở nhiều thù dạng, thậm chí ở hình dạng con người, nhưng những Yêu Mộng ở dạng con người không hề xấu. Đôi khi một con người và một Yêu Mộng có thể sinh ra con của họ, mà được gọi là "Bán Yêu Mộng" (半妖夢 Han-Yōmu, nửa người nửa Yêu Mộng). Hầu hết các Yêu Mộng đều hiền hòa và cùng chung sống với con người mà không để con người nhận thức thấy sự hiện diện của mình. Tuy vậy, cũng có những Yêu Mộng muốn tấn công con người, nên các Dị Giới Sĩ phải giết chúng. Khi chết, Yêu Mộng sẽ biến thành Yêu Mộng Thạch (妖夢石 Yōmu Ishi), các thợ săn có thể đem chúng đi thẩm định và giao dịch để kiếm thêm thu nhập cho họ.

## Nhân vật

### Chính
Kanbara Akihito (神原 秋人)
Lồng tiếng: KENN, Tanaka Mei (vai lúc nhỏ)
Akihito là học sinh trung học năm hai, với mái tóc vàng ngắn, mang thân phận Bán Yêu Mộng bất tử. Cậu có khả năng hồi phục vết thương nhanh chóng mặc dù vẫn cảm nhận nỗi đau đớn. Do đó, Mirai sử dụng cậu như một tấm bia để luyện tập vượt qua nỗi sợ giết Yêu Mộng. Akihito là thành viên của Câu lạc bộ Văn học ở trường. Cậu bị hấp dẫn với những cô gái đeo kính, mà được gọi là chứng "Hấp dẫn Kính". Nếu cơ thể của Akihito suy yếu nghiêm trọng, một nửa Yêu Mộng trong cậu sẽ tỉnh giấc và trỗi dậy, biến cơ thể cậu thành diện mạo của một con ác quỷ gớm ghiếc và dễ nổi điên. Bán Yêu Mộng của Akihito có sức mạnh to lớn trong các loại Yêu Mộng, có thể phá đảo các lồng và rào cản cố ngăn chặn nó ra ngoài hủy diệt bất cứ thứ gì. Akihito ngụ ý vì một nửa Yêu Mộng của mình, những người bạn của cậu thực chất không hẳn là bạn bè mà là được giao nhiệm vụ theo dõi cậu đề phòng trường hợp nửa Yêu Mộng kia trở nên quá điên loạn và giết chết cậu ngay nếu cần thiết.
Kuriyama Mirai (栗山 未来)
Lồng tiếng: Taneda Risa
Mirai là học sinh trung học năm nhất với mái tóc ngắn màu hồng nhạt kiểu bồng bềnh, đeo một chiếc kính gọng đỏ, cô thường được Akihito gọi là "mỹ nữ đeo kính", khiến cô hay mất tinh thần. Mirai có khả năng điều khiển máu, là năng lực độc đáo nhất ngay cả trong phạm vi của Dị giới. Việc lạm dụng quá khả năng dẫn đến việc thiếu máu trầm trọng, đồng thời nó khiến cô cảm thấy bị cô lập và một lần từng cố gắng tự tử khi nhảy từ mái trường. Cô có nhiệm vụ giết Akihito nhưng cuối cùng lại nuôi dưỡng tình cảm với cậu. Cô thường bị chế giễu do liên tục đăng những bài về nỗi bất hạnh trong cuộc sống của trên blog và Twitter. Cô thường nói từ "Thật là khó chịu" (「不愉快です」 "Fuyukai desu") hầu hết ở mọi tình huống, đặc biệt về những lời bình phẩm của Akihito về cô. Tuy có dòng máu của một gia tộc bị nguyền rủa, Mirai được gia tộc khác là Inami nhận nuôi và cô kết bạn với người con gái út của họ, Inami Yui, nhưng giờ đây cô đã bị ám ảnh sau khi hạ sát người bạn thân của mình khi Yui bị con Yêu Mộng "Hư Ảnh" nhập phải, việc giết chóc đã trở thành hành động cô ghét bỏ. Vũ khí của Mirai là một thanh kiếm màu đỏ yên chi hình thành từ máu của cô.
Nase Mitsuki (名瀬 美月)
Lồng tiếng: Chihara Minori
Mitsuki là học sinh năm hai trung học với mái tóc đen mượt. Cô là em gái út của Hiromi và Izumi trong gia tộc Nase và là Chủ tịch Câu lạc bộ Văn học. Cô thích trêu chọc Akihito, chẳng hạn như tự xưng là bạn thời thơ ấu của cậu. Mitsuki từng gọi anh trai mình là "kẻ biến thái" hoặc "aniki" (anh trai đáng kính), cô thực sự ngưỡng mộ yêu mến anh. Gia tộc của cô cai quản các Dị Giới Sĩ trong khu vực của họ. Izumi tin rằng các thợ săn phải cô độc suốt đời do nhiệm vụ của họ, do đó dẫn đến hậu quả cô thiếu kinh nghiệm trưởng thành cùng với những người bạn đồng trang lứa. Cô có một con Yêu Mộng loài gặm nhấm với cái tên "Yakiimo". Giống như anh trai mình, Mitsuki có thể tạo ra lồng cản.
Nase Hiroomi (名瀬 博臣)
Lồng tiếng: Suzuki Tatsuhisa, Sakura Ayane (vai lúc nhỏ)
Hiroomi là học sinh trung học năm ba, anh trai của Mitsuki và em Izumi. Cậu có mái tóc đen cắt bát và lúc nào cũng đeo khăn quàng cổ. Hiroomi là một thành viên Câu lạc bộ Văn học. Cậu yêu mến em gái mình và đôi khi thích được gọi là "Onii-chan", cậu có thói quen trêu chọc Akihito và thích gọi tên "Akkey". Hiroomi thành thạo việc thiết lập các lồng và rào cản ngăn Yêu Mộng vào khu vực được bảo vệ. Khả năng của chính mình khiến cậu cực kỳ nhạy cảm với cái lạnh, cậu phải liên tục đeo khăn quàng cổ và thường làm ấm ngón tay. Lưng của cậu bị sẹo nghiêm trọng do từng khống chế Yêu Mộng của Akihito.

### Phụ

#### Dị Giới Sĩ
Nase Izumi (名瀬 泉)
Lồng tiếng: Kawasumi Ayako
Là con gái lớn của gia tộc Nase và là chị cả của Hiromii, Mitsuki. Cô thường có thái độ bình tĩnh dù mang vẻ ngoài khá hiểm độc. Cô có quan niệm rằng Yêu Mộng không khác gì cây trồng hay vật nuôi và chỉ là thứ để cung cấp thu nhập cho gia tộc cô. Giống như người trong gia tộc mình, Izumi thành thạo việc thiết lập lồng hay rào cản. Cô sở hữu một loại vũ khí là ngọn giáo có thể biến ra hai đầu khi cần thiết, khả năng thứ hai của cô là đóng băng mọi thứ. Bản thân cô có một Yêu Mộng trong cơ thể và từng quen biết Miroku.
Kanbara Yayoi (神原 弥生)
Lồng tiếng: Konno Hiromi
Mẹ của Akihito và là một Dị giới sĩ. Cô thường đi du lịch và gửi bưu thiếp cho Akihito để kiểm tra cậu thường xuyên. Akihito nhận xét cô là một người kỳ quặc và khác người bởi những hành động trẻ con thường làm cậu mất mặt; như mặc bộ đồ mèo hay trong một lần ngày phụ huynh ở trường tiểu học mà Akihito học, cô đã mặc bộ đồ gấu trúc khi vào lớp.
Ninomiya Shizuku (二ノ宮 雫)
Lồng tiếng: Watanabe Akeno
Một Dị giới sĩ chuyên nghiệp. Cô thường được gọi là "Nino-san", cô có công việc làm giáo viên tại trường trung học Nagatsuki ngoài việc săn lùng linh hồn. Mặc cho vẻ đẹp của mình, cô luôn bị đàn ông từ chối.
Fujima Miroku (藤真 弥勒)
Lồng tiếng: Matsukaze Masaya
Là thẩm sát viên từ Hội Dị giới sĩ, có công việc đến từng gia đình thợ săn để thu thập và giữ bí mật thông tin về họ. Miroku có thể giết chết một Yêu Mộng ngay lập tức bằng cách tập trung vào nó. Anh chứa một Yêu Mộng trong người mình, giúp anh có những khả năng đặc biệt.
Shindō Ayaka (新堂 彩華)
Lồng tiếng: Shindō Naomi
Một thẩm định viên Yêu Mộng và là một Dị giới sĩ. Cô có việc thẩm định và giao dịch những viên Đá Yêu Mộng mà các Dị giới sĩ tìm được, và đồng thời trả tiền cho thu nhập của họ. Cô có cửa hàng bán ảnh cho con người; hình dạng thật của cô là một con Yêu Mộng nhiều đuôi nhưng cô phải thường ngụy trang thành người để thực hiện được công việc. Cô cũng có khả năng thiết lập lồng và rào chắn.

#### Khác
Shindō Ai (新堂 愛)
Lồng tiếng: Yamaoka Yuri
Nhân vật chỉ xuất hiện trong anime, Ai là em gái 16 tuổi của Ayaka, người trông coi cửa hàng khi Ayaka vắng mặt. Cô là một Yêu Mộng mèo, có khả năng hóa thành dạng người.
Inami Yui (伊波 唯)
Lồng tiếng: Yahagi Sayuri
Con gái quá cố của tộc Inami, chị của Sakura. Cô là người đối xử tốt và là bạn thân đối với Mirai khi còn nhỏ, nhưng sau đó cô đã bị Mirai sát hại khi bị Hư Ảnh nhập phải.
Inami Sakura (伊波 桜)
Lồng tiếng: Toyota Moe
Nhân vật chỉ xuất hiện trong anime, Sakura là em gái của Inami Yui. Cô ghét Mirai vì đã sát hại Yui và cố giết Mirai để trả thù, nhưng sau này cô nhận ra được tình cảm chân thật của mình cho Mirai và tha thứ cho cô. Cô đôi lúc khá lười. Sakura không phải một Dị giới sĩ cũng như không có năng lực gì, cô sở hữu một cây giáo với nòng súng của Miroku có thể hấp thụ sức mạnh của đá Yêu Mộng để nâng cấp.
Minegishi Maya (峰岸 舞耶)
Một cô gái tóc bạc bị truy đuổi trong suốt sự kiện giết chóc Dị giới sĩ. Vũ khí của cô là một khẩu súng ngắn tự động và súng ngắn ổ xoay. Cô có năng lực khống chế sức mạnh của một thẩm sát viên. Maya từng quen biết Miroku và có vấn đề với anh trong quá khứ.
Ichinomiya Iori (一ノ宮 庵)
Người thu thập thông tin. Anh có khả năng liên kết tâm trí đến Internet để thu nhập thông tin.
Shinozaki Kana (篠崎 夏菜)
Học sinh trung học năm hai. Cô đeo một cái kẹp tóc hình tai thỏ lớn. Câu cửa miệng của cô là "Hey!".
Mashiro Yuto (真城 優斗)
Người bạn thuở nhỏ của Mirai. Cậu có khả năng điều khiển rối và thao túng Yêu Mộng loại thấp.
Kusunoki Ukyo (楠木 右京)
Một thẩm sát viên.
Nagamizu Kikyō (永水 桔梗)
Một thẩm sát viên. Cô có khả năng điều khiển trọng lượng của vật thể.

## Truyền thông

### Light novel
Kyōkai no Kanata là bộ light novel viết bởi Torii Nagomu, với phần minh họa thực hiện bởi Ramoi Tomoyo. Torii đã đưa tập đầu tiên của light novel đến cuộc thi Kyoto Animation Award năm 2011, và thắng giải danh dự trong hạng mục novel. Kyoto Animation sau đó đã phát hành tập đầu tiên vào năm 2012, với tổng cộng ba tập tính tới 2 tháng 10 năm 2013.
| # | Ngày phát hành      | ISBN              |
| - | ------------------- | ----------------- |
| 1 | 9 tháng 6 năm 2012  | 978-4-9905812-4-4 |
| 2 | 8 tháng 4 năm 2013  | 978-4-907064-04-4 |
| 3 | 2 tháng 10 năm 2013 | 978-4-907064-07-5 |

### Anime

Bìa đĩa Blu-ray của bộ anime phát hành bởi Pony Canyon, gồm 12 tập gốc, 1 OVA và 5 ONA

Bản anime truyền hình được chuyển thể và sản xuất bởi Kyoto Animation, do Ishidate Taichi đạo diễn với thời gian công chiếu bắt đầu từ 2 tháng 10 năm 2013. Ca khúc chủ đề mở đầu là "Kyōkai no Kanata" (境界の彼方) do Chihara Minori biểu diễn và ca khúc chủ đề kết thúc là "Daisy" hát bởi Stereo Dive Foundation. Crunchyroll đồng thời cũng phát bộ anime. Sentai Filmworks đã cấp phép ở Bắc Mỹ cho streaming và home video vào 2015. Ba tập ONA của một bộ ngắn cùng anime tên Kyōkai no Kanata: Aidoru Saiban! (「きょうかいのかなた　アイドル裁判!) được phát từ tháng 11 đến tháng 12 năm 2013 thông qua YouTube., hai tập tiếp theo được phát dưới dạng đĩa DVD và Blu-ray cùng với ba tập đầu vào 2 tháng 7 năm 2014 dưới mạng lưới của Tokyo MX.
Phim anime dài Gekijōban Kyōkai no Kanata: -ILL BE HERE- (劇場版 境界の彼方 -I'LL BE HERE-) cũng được sản xuất bởi Kyoto Animation và do Ishidate Taichi đạo diễn. Phim có hai phần của "-ILL BE HERE-", đầu tiên là "Phần Quá khứ" (過去篇 'Kako-hen'), được phát vào 14 tháng 3 năm 2015 và sử dụng lại ca khúc "Daisy", thứ hai là "Phần Tương lai" (未来篇 'Mirai-hen), được phát vào 25 tháng 4 năm 2015 với ca khúc chủ đề "Aitakatta Sora" (会会いたかった空) của Chihara. Phần Quá khứ kể lại sự kiện của bộ anime, Phần Tương lai kể về sự kiện sau một năm của thời điểm gốc. Sentai Filmworks cũng cấp phép cho hai phần phim ở Bắc Mỹ và Animatsu Entertainment cấp phép ở nước Anh.

#### Danh sách tập phim

##### Anime gốc
| STT | Tên (dịch và gốc)                                                          | Đạo diễn            | Đạo diễn diễn họa | Ngày phát sóng gốc   | Tham khảo |
| --- | -------------------------------------------------------------------------- | ------------------- | ----------------- | -------------------- | --------- |
| 1   | "Màu Đỏ Son >Carmine" "カーマイン (Kāmain)"                                | Ishidate Taichi     | Kadowaki Miku     | 2 tháng 10 năm 2013  | [ 18 ]    |
| 2   | "Màu Xanh Thẫm >Ultramarine" "群青 (Gunjō)"                                | Takemoto Yasuhiro   | Naitō Nao         | 9 tháng 10 năm 2013  | [ 19 ]    |
| 3   | "Tía Ánh Trăng >Moonlight Purple" "ムーンライトパープル (Mūnraito Pāpuru)" | Kitanohara Noriyuki | Ikeda Shoko       | 16 tháng 10 năm 2013 | [ 20 ]    |
| 4   | "Màu Cam Đắng >Bitter Orange" "橙 (Daidai)"                                | Takemoto Yasuhiro   | Ueno Chiyoko      | 23 tháng 10 năm 2013 | [ 21 ]    |
| 5   | "Đèn Lục Nhạt >Chartreuse Light" "萌黄の灯 (Moegi no Akari)"               | Yamada Naoko        | Naitō Nao         | 30 tháng 10 năm 2013 | [ 22 ]    |
| 6   | "Hồng Sửng Sốt >Shocking Pink" "ショッキングピンク (Shokkingu Pinku)"      | Ogawa Taiichi       | Maruki Nobuaki    | 6 tháng 11 năm 2013  | [ 23 ]    |
| 7   | "Màu Mây Ám >Color of Clouds" "曇色 (Donshoku)"                            | Kitanohara Noriyuki | Ikeda Shoko       | 13 tháng 11 năm 2013 | [ 24 ]    |
| 8   | "Hoàng Kim Lặng >Calming Gold" "凪黄金 (Nagi Ōgon)"                        | Ōta Rika            | Horiguchi Yukiko  | 20 tháng 11 năm 2013 | [ 25 ]    |
| 9   | "Cây Tre Bạc >Silver Bamboo" "銀竹 (Ginchiku)"                             | Kawanami Eisaku     | Hikiyama Kayo     | 27 tháng 11 năm 2013 | [ 26 ]    |
| 10  | "Thế giới Trắng >White World" "白の世界 (Shiro no Sekai)"                  | Takemoto Yasuhiro   | Ueno Chiyoko      | 4 tháng 12 năm 2013  | [ 27 ]    |
| 11  | "Thế giới Đen >Black World" "黒の世界 (Kuro no Sekai)"                     | Miyoshi Ichirou     | Naitō Nao         | 11 tháng 12 năm 2013 | [ 28 ]    |
| 12  | "Thế giới Màu Tro >Grey World" "灰色の世界 (Haiiro no Sekai)"              | Ogawa Taiichi       | Kadowaki Miku     | 18 tháng 12 năm 2013 | [ 29 ]    |

##### OVA
| STT | Tên (dịch và gốc)                        | Đạo diễn | Đạo diễn diễn họa | Ngày phát sóng gốc | Tham khảo |
| --- | ---------------------------------------- | -------- | ----------------- | ------------------ | --------- |
| 0   | "Rạng Đông >Daybreak" "東雲 (Shinonome)" | ?        | ?                 | 2 tháng 7 năm 2014 | [ 30 ]    |

##### ONA
| STT | Tên                                                                     | Phân cảnh       | Ngày phát sóng gốc   | Tham khảo |
| --- | ----------------------------------------------------------------------- | --------------- | -------------------- | --------- |
| 1   | "Mayoi Nagara mo Kimi o Sabaku Tami #1 (～迷いながらも君を裁く民～ #1)" | Ishidate Taichi | 18 tháng 11 năm 2013 | [ 31 ]    |
| 2   | "Mayoi Nagara mo Kimi o Sabaku Tami #2 (～迷いながらも君を裁く民～ #2)" | Utsumi Hiroko   | 2 tháng 12 năm 2013  | [ 31 ]    |
| 3   | "Mayoi Nagara mo Kimi o Sabaku Tami #3 (～迷いながらも君を裁く民～ #3)" | Utsumi Hiroko   | 16 tháng 12 năm 2013 | [ 31 ]    |
| 4   | "Mayoi Nagara mo Kimi o Sabaku Tami #4 (～迷いながらも君を裁く民～ #4)" | ?               | 2 tháng 7 năm 2014   | [ 31 ]    |
| 5   | "Mayoi Nagara mo Kimi o Sabaku Tami #5 (～迷いながらも君を裁く民～ #5)" | ?               | 2 tháng 7 năm 2014   | [ 31 ]    |